# 小鸡小鸡
《小鸡小鸡》是王蓉演唱的歌曲，该歌曲一经发行，还登上了美国《洛杉矶周刊》2014年全球十大最疯狂的音乐电视之一，也还曾在2017年央视网络春晚上演出。

## 引用来源
1. ↑  . 新浪娱乐.   [2021-04-19]. （原始内容存档于2021-04-19）.
2. ↑  央视网. . 环球网.   [2021-04-19]. （原始内容存档于2021-04-19）.